# Smycz

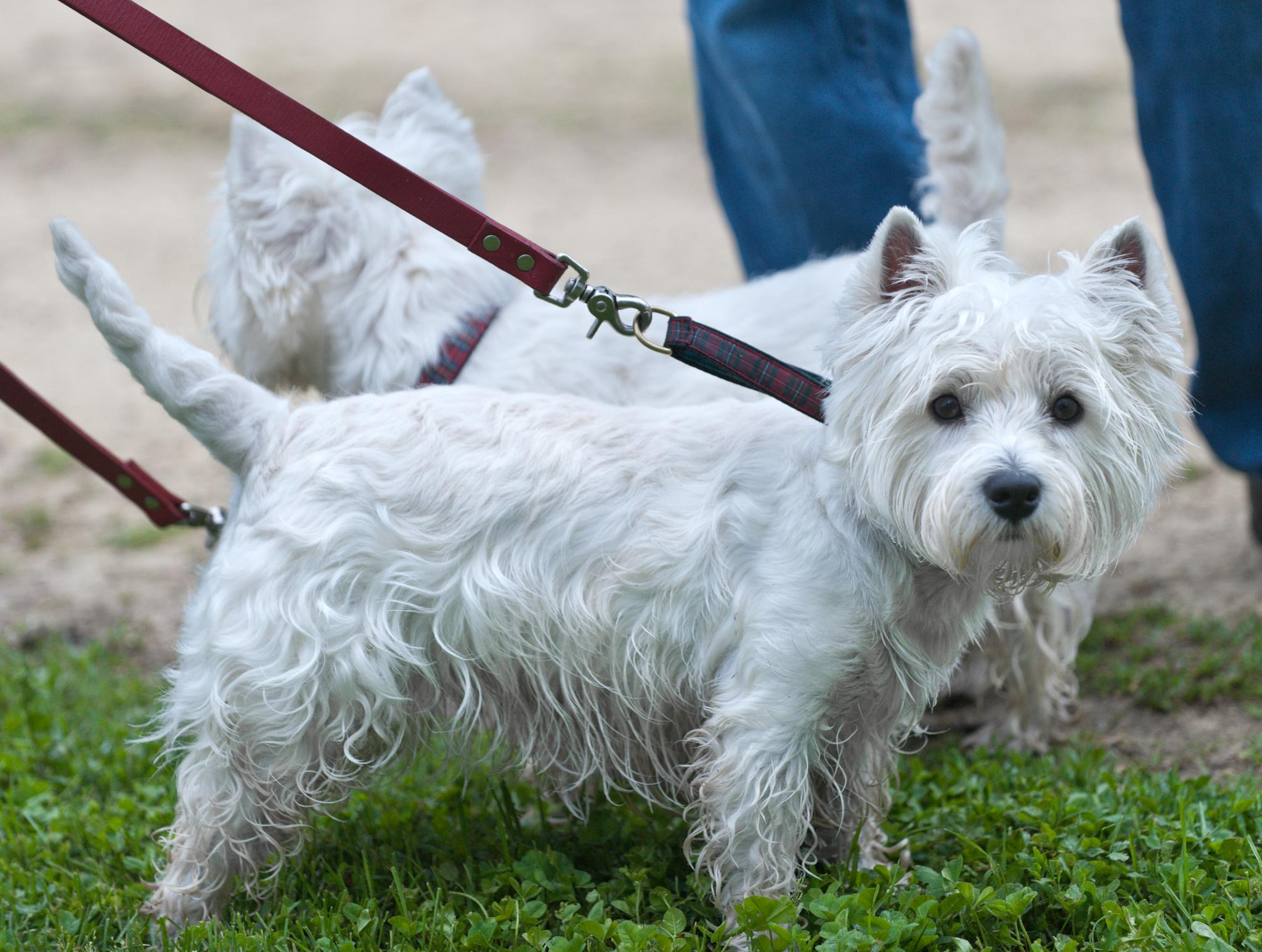
Smycz przypięta do obroży na szyi psa

Smycz – rzemień, linka lub sznur mocowany do obroży lub szelek, najczęściej psa domowego, rzadziej kota domowego lub fretki domowej, w celu prowadzenia.

## Typy smyczy dla psa
W przypadku smyczy dla psa rozróżniamy trzy główne modele:
- klasyczny – tasiemka, na jednym końcu posiadająca karabińczyk, a na drugim rączkę do trzymania. Posiada określoną długość. Standardowo mierzy ok. 120cm. [3]
- regulowany – w miejscu rączki ma pętlę i drugi karabińczyk. Dzięki temu można przepiąć ją do znajdujących się na smyczy kółek, zmieniając jej długość. Zwykle można skracać ją do połowy.[4]
- automatyczny – smycz zwija się, pozwalając na dowolną i szybką regulacje. Nazywana jest też flexi. Słowo to wzięło się od nazwy firmy produkującej tego typu smycze. [3] Należy ją dobierać do wielkości i wagi psa.